# Станкевич, Адам Юрьевич
Адам Юрьевич Станкевич (17 февраля 1855—1918) — генерал-лейтенант Российской императорской армии. Участник русско-турецкой, русско-китайской и Первой мировой войн. В 1908—1914 годах был командиром 22-й пехотной дивизии.

## Биография
Родился 17 февраля 1855 года в городе Вильна в семье потомственных дворян Виленской губернии. Отец — Юрий Марцианович Станкевич. Помимо Адама, в семье было два ребёнка, две сестры — Фёкла и Ева, позже вышедшая замуж за шведа, и уехавшая в Швецию. Семья была римско-католического вероисповедания. Адам Станкевич получил домашнее образование.
19 сентября 1871 года поступил на службу в Российскую императорскую армию. Воинское образование получил в Виленском пехотном юнкерском училище, из которого был выпущен со старшинством в чине прапорщика с 25 декабря 1874 года. 25 марта 1876 года получил старшинство в чине подпоручика, 19 февраля 1879 года — в чине поручика. 15 сентября 1877 года по собственному желанию назначен в 3-ю стрелковую бригаду для пополнения офицерских вакансий, находящуюся в составе действующей армии. 17 сентября 1877 года Высочайшим приказом переведен на службу в 10-й стрелковый батальон.
Принимал участие в русско-турецкой войне 1877—1878 годов. 17 апреля 1879 года «за отличное мужество и храбрость при обложении и взятии Плевны 28 ноября 1877 года» награждён орденом Святой Анны 4-й степени с надписью «за храбрость». 10 июля 1879 года награждён железным Румынским крестом, пожалованным Его Королевским Высочеством князем Румынским Карлом в память командования отрядом русских войск обложения и взятия города Плевно.
12 марта 1880 года по случаю вызова Главным Штабом желающих перевода во вновь сформировавшийся 3-й Восточно-Сибирский стрелковый батальон сдал должность заведующего оружием. 4 мая 1880 года Высочайшим приказом переведен в 3-й Восточно-Сибирский стрелковый батальон. 20 июня 1880 года откомандирован и следовал к месту нового служения из Кронштадта во Владивосток на крейсере. 15 августа 1880 года прибыл в порт, 27 августа — к батальону. 22 сентября 1880 года назначен командующим 1-й ротой. С 19 марта по 18 апреля 1882 г. прикомандирован для исполнения служебных обязанностей к управлению войск Приморской области. 30 мая 1882 года вступил в должность старшего адъютанта управления Восточно-Сибирской стрелковой бригады. 15 мая 1883 года Высочайшим приказом за отличие по службе произведен в штабс-капитаны. 19 июня 1897 года Высочайшим приказом по ведомству министерства юстиции за № 52 назначен почетным мировым судьёю по округу Читинского окружного суда на 3 года с 1 июля 1897 года. С 23 октября 1901 года по 12 марта 1902 года — в командировке в Санкт-Петербурге представителем от Забайкальского казачьего войска в комиссию при Главном управлении казачьих войск по уменьшению тяготы воинской повинности казаков. 1 августа 1900 года приказом Приамурским казачьим войскам за № 29 определено старшинство в чине полковника. С 7 по 17 сентября 1907 года участвовал в полевой корпусной поездке в Финляндии. 24 ноября 1908 года за отличие по службе произведен в генерал-майоры с назначением командиром 2-й бригады 22-й пехотной дивизии, куда прибыл 3 января 1909 года. 18 июля 1914 года назначен начальником 67-й пехотной дивизии, к формированию которой приступил. 14.11.1914 уволен от службы за болезнью с производством в чин Генерал-лейтенанта с мундиром и пенсией. С 1915 вновь на службе тем же чином.
7 марта 1917 года Адам Станкевич рапортует командиру 42-го армейского корпуса А. А. Гулевичу о влиянии на солдат революционных событий в Петрограде и Гельсингфорсе:
Секретно № 1321
В течение последних дней направляются как одиночные, так и партии нижних чинов со стороны Петрограда и Гельсингфорса, провозится нелегальная литература, освещающая в извращенном виде текущие события, что вызывает недоверие нижних чинов полков дивизии и может возбудить нежелательное настроение. Жандармские власти обезоружены, контроль [в] поездах отсутствует. Необходимо принять меры, дабы изолировать полки от притока подозрительного элемента. Нижние чины, в особенности Царскосельского полка, несмотря на объяснения текущих событий с прочтением официальных актов, находятся в возбужденном состоянии, что ясно указывает на получение ложных сведении, проникающих со стороны Петрограда и Гельсингфорса, вызывающих невольно недоверие [к] начальникам. Со своей стороны принимаю все меры поддержать порядок [в] частях дивизии и гарнизона, но бессилен бороться с притоком бродячих нижних чинов со стороны.
Станкевич.
18 сентября 1917 года приказом по 42 армейскому корпусу за № 445 назначен в резерв чинов при штабе Петроградского военного округа. Приказом по штабу Петроградского округа от 12 января 1918 г. № 10 уволен от службы «с мундиром и пенсиею».
Умер от инсульта в 1918 году в Петрограде. Похоронен в католическом Храме Святых Апостолов Петра и Павла в Великом Новгороде.

### Увлечения
Увлекался охотой. В 1898 году являлся председателем отдела Забайкальской области Императорского общества правильной охоты.
Последние годы жизни каждое лето отдыхал с семьёй в Великом Новгороде.

## Семья
Адам Юрьевич Станкевич был женат на Марии Владимировне Станкевич (в девичестве Теребиловой), дочери коллежского асессора, уроженке Иркутской губернии. В этом браке родилось 6 детей:
- Александр (24 января 1892 года — ?) — военный. Пропал без вести во время гражданской войны. Был на стороне Белого движения.
- Иван (13 ноября 1893 года — ?) — военный. Пропал без вести во время гражданской войны. Был на стороне Белого движения.
- Анатолий (25 октября 1895 года — осенью 1954 года, Воркута) — в ссылке работал счетоводом. Был репрессирован, умер в заключении в Воркуте в 1954 году.
- Вера (10 сентября 1897 года — до 1953 года) — оставив мужа, последовала за семьёй в ссылку в Уфу, несмотря на то, что её не было в списках на ссылку, и она жила в другой квартире. Похоронена на Сергиевском кладбище в Уфе.
- Донат (30 апреля 1899 года — 1918 год) — учился на военного, скончался от ран в 1918 году.
- Мария (1 января 1901 года — до 1980 года) — в ссылке работала бухгалтером. Похоронена в Новосибирске.

Семья проживала в Санкт-Петербурге. В 1934 году вся семья была сослана советской властью в ссылку в Уфу. Жена Адама Юрьевича, Мария Владимировна Станкевич, умерла в 1950 году в Уфе, похоронена на Сергиевском кладбище.

## Награды
В числе наград Адама Станкевича:
- Орден Святой Анны 1-й степени (Высочайший приказ от 06.12.1916 за отлично-усердную службу и труды, понесенные во время военных действий);
- Орден Святой Анны 2-й степени с мечами (1901);
- Орден Святой Анны 3-й степени с мечами и бантом (1881);
- Орден Святой Анны 4-й степени (1879);
- Орден Святого Станислава 1-й степени (1911);
- Орден Святого Станислава 3-й степени (1879);
- Орден Святого Владимира 3-й степени (1906);
- Румынский крест (1879);
- Орден Священного сокровища (1910).